# Skärgårdskompaniet
Skärgårdskompaniet är ett svenskt rederiföretag.
Skärgårdskompaniet driver sedan 2019 passagerartrafik i Östgötaskärgården. Rederiet trafikerar bland annat Skärgårdslinjen till Harstena. Den gröna linjen utgår från Fyrudden och passerar ön Ämtö på vägen till Harstena. Den röda linjen utgår från Arkösund och man kan även kliva ombord i Tyrislöt på vägen mot Harstena.

## Bildgalleri

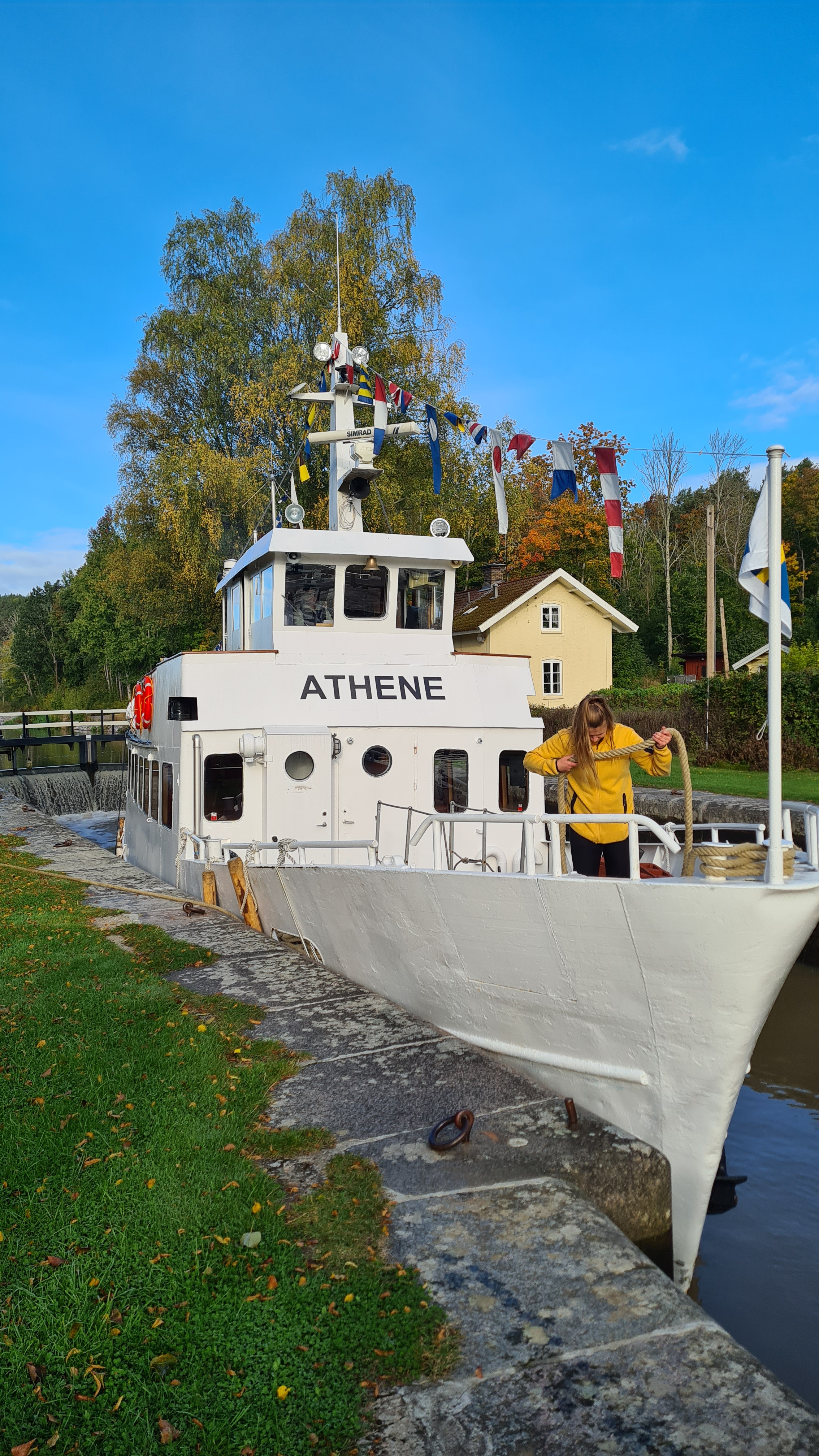
M/S Athene
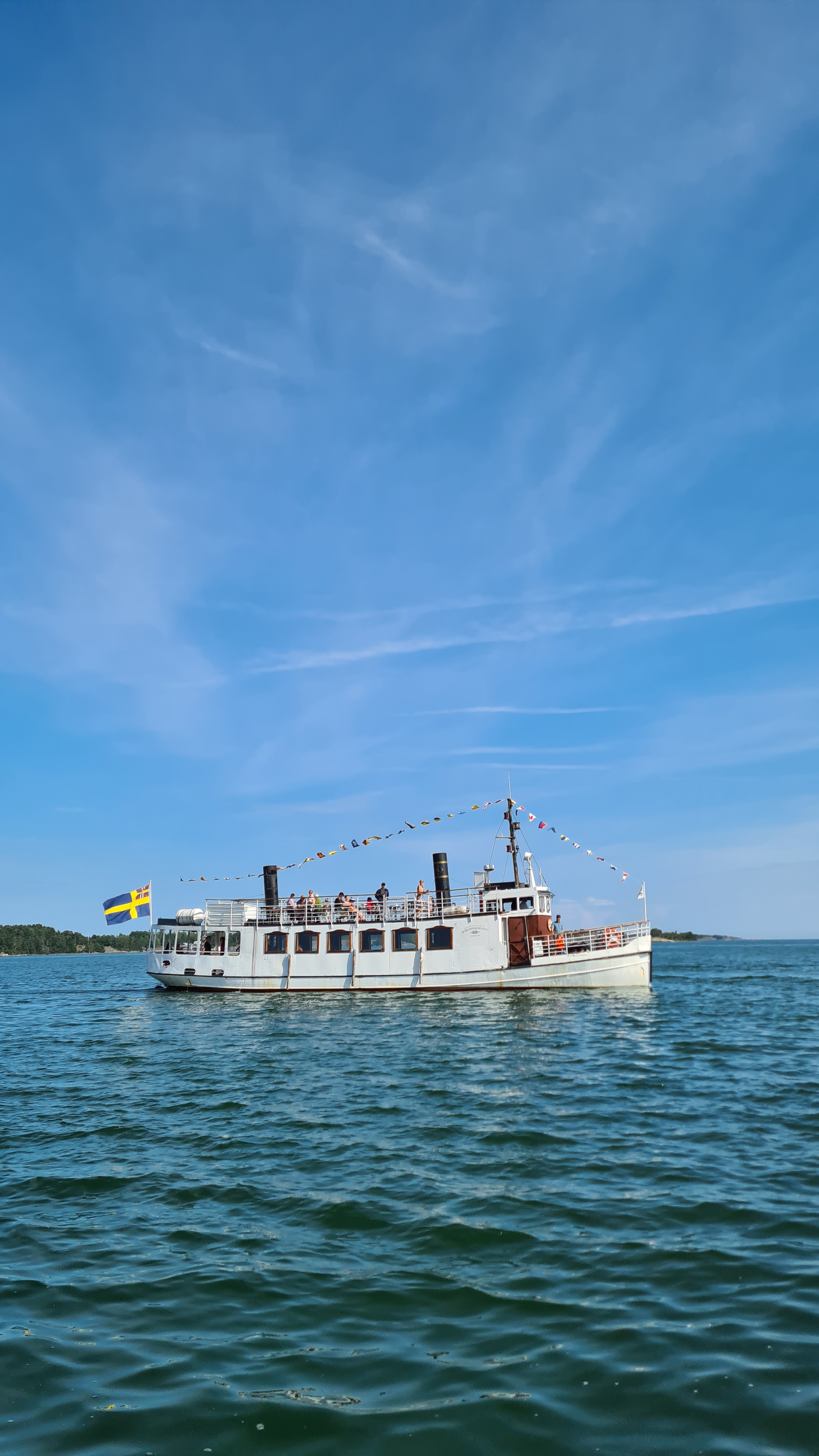
M/S Ellen af Harstena
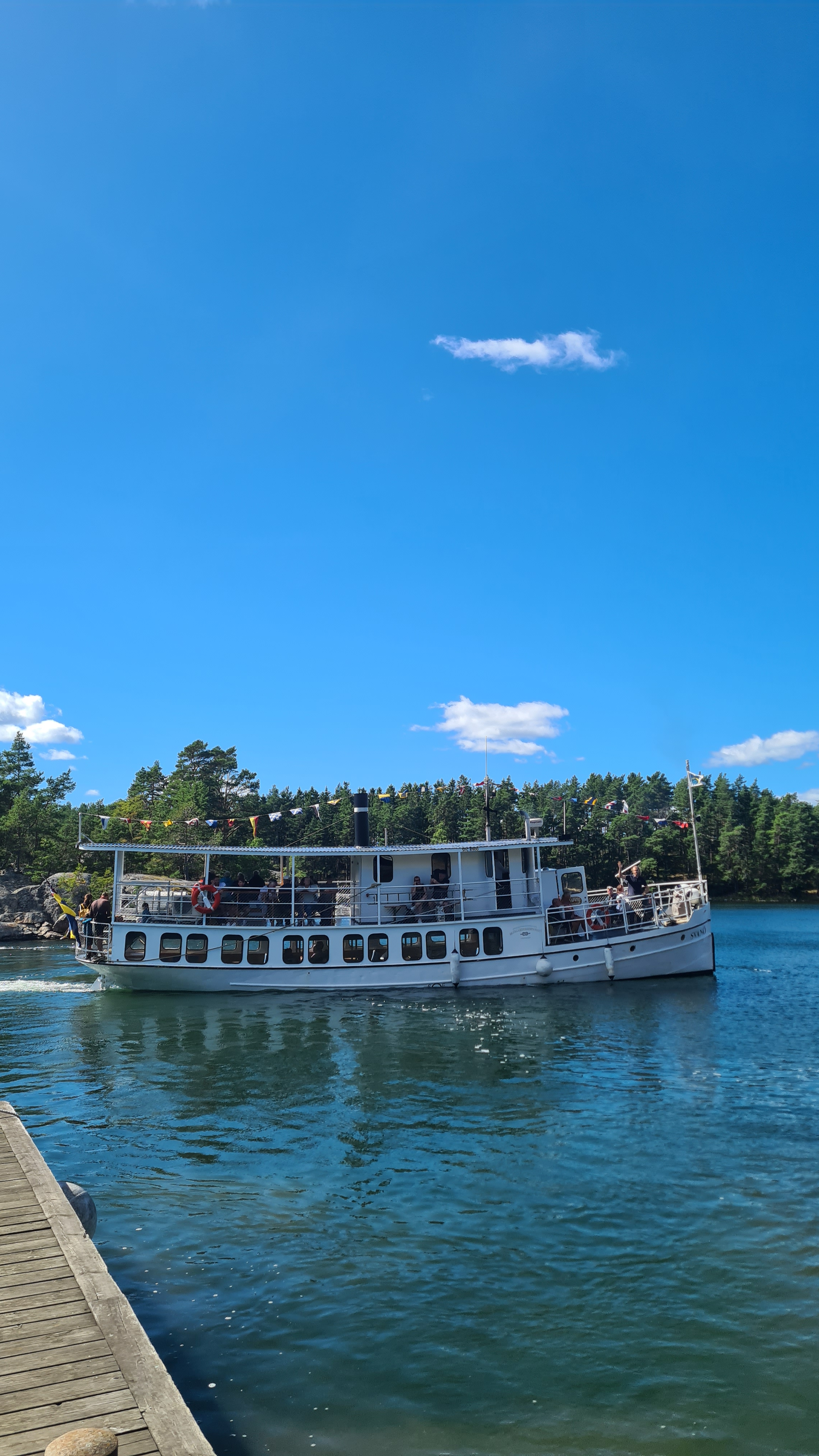
M/S Svanö

## Fartyg i urval
- M/S Athene
- M/S Ellen af Harstena
- M/S Svanö